# 平盛俊
平 盛俊（たいら の もりとし）は、平安時代末期の武将。伊勢国一志郡須賀郷を基盤とする伊勢平氏に連なる有力家人。「彼の家、第一の勇士」といわれた。

## 生涯

### 平氏の侍大将
剛力の持ち主として有名で、平清盛の政所別当を務めるなど実務にも長じていた。清盛からの信頼も厚く、厳島内侍を妻として賜ったという逸話もある。安元元年（1175年）には越中守に在任していた。鹿ケ谷の陰謀では清盛の命で、首謀者の藤原成親を捕縛している。
治承4年（1180年）10月、富士川の戦いで追討軍が敗走すると、全国各地で反乱が激化する。12月になると平氏は反撃を開始し、近江国に精鋭部隊を送り込んだ（近江攻防）。盛俊も侍大将として平清房に付き従い、園城寺を攻撃する。戦闘で金堂に火が燃え移ったが、盛俊は迅速な措置で消し止めた。
畿内の反乱はひとまず鎮圧されたが、治承5年（1181年）正月に高倉上皇、閏2月に清盛が相次いで死去する。平氏政権は清盛の三男・平宗盛が畿内惣官となって戦時体制を構築するが、その一環として盛俊は、丹波国諸荘園惣下司に補任された。小松家（清盛の長男・平重盛の家系）の家人である伊藤忠清や平貞能が遠征軍の司令官として前線に飛ばされたのに対して、盛俊は宗盛ら一門主流に近い立場にあり平氏の軍制の中核となった。
寿永2年（1183年）4月17日、清盛の嫡孫で重盛の嫡男・平維盛を総大将とする10万騎とも言われる大軍が北陸道に下向する。養和の北陸出兵をはるかに上回る規模の動員であり、盛俊も従軍した。平氏軍は緒戦で勝利するが（火打城の戦い）、5月9日明け方に般若野（はんにゃの、現・富山県高岡市南部から砺波市東部）の地で兵を休めていた平氏軍先遣隊・盛俊の軍が、源義仲（木曾義仲）軍の先遣隊である今井兼平軍に奇襲されて戦況不利に陥り、平氏軍は一旦加賀国へ退却する（般若野の戦い）。
ここで平氏は軍を二手に分け、平維盛・通盛が率いる本隊は加賀国と越中国の国境にある砺波山へ、盛俊が率いる別働隊は能登国と越中の国境にある志保山へ進軍した。しかし5月11日、砺波山に向かった平氏軍本隊は義仲軍との戦闘で「過半死し了んぬ」という大敗を喫する（倶利伽羅峠の戦い）。志保山で源行家と対峙していた盛俊も、本隊の壊滅で退却を余儀なくされる。6月1日、平氏は残存兵力を結集して再び決戦を挑むが、義仲軍の勢いを食い止めることはできず総崩れとなった（篠原の戦い）。敗戦の理由として『玉葉』6月5日条は、大将軍（維盛）と三人の侍大将（盛俊・景家・忠経）が権盛を相争ったためと記している。盛俊・景家は宗盛の家人、忠経は維盛の小松家の家人であり、一門主流と小松家の確執が指揮系統の混乱を招いた可能性もある。

### 平家都落ち
寿永2年（1183年）7月25日、宗盛は一門を引き連れて京都を退去し、福原から海路を西へ落ち延びる。目指す先は九州の大宰府だった。この直後の8月8日、薩摩国島津荘の留守所に現地の荘官である伴信明が訴状を提出しているが、その訴状には「前越中守平」、すなわち盛俊の名と花押が記されている。盛俊は筑前の宗像社の知行にも携わっており、本隊より一足先に現地に下向して在地武士の糾合に動いていたとも考えられる。しかし豊後の臼杵、肥後の菊池は形勢を観望して動かず、宇佐神宮との提携にも失敗するなど現地の情勢は厳しいものだった。平氏は緒方惟栄の攻撃で10月には九州の地を追われ、再び海上を漂うことになった。
九州を追われた平氏は、四国に上陸して屋島を新たな本拠地とした。東の屋島、西の彦島を押さえて瀬戸内海の制海権を掌握したことで、寿永3年（1184年）の正月には福原に前線基地を設けて都を伺うまでに勢力を回復した。

### 一ノ谷の戦いでの最期
源範頼・義経の率いる追討軍を迎撃するため、福原に陣営を置いた宗盛は、東の生田口に平知盛、西の一ノ谷口に平忠度、山の手の鵯越口に盛俊を配備して、強固な防御陣を構築する。福原は北に山が迫り、南に海が広がるという天然の要害であり、東西の守備を固めれば難攻不落と思われた。
寿永3年（1184年）2月5日、三草山の戦いで資盛が敗退すると、宗盛は山の手に増援として通盛・教経を向かわせて、北の守備も固めた。2月7日の一ノ谷の戦いで平氏軍は全ての防衛線を突破された。盛俊はもう逃げてもかなわぬと馬を止めて敵を待っていると、源氏方で鹿の角の「一、二の枝」を簡単に引き裂くほどの剛の者猪俣範綱が駆けてくる。腕力に自信があった両者は組討をして地面に落ち、範綱が組み敷かれてしまう。首を斬られかかった範綱は、盛俊の名を尋ね聞いてさらに「命を助けてくれるなら、貴方の一族を自分の恩賞と引き換えに助けよう」と命乞いを始める。それに盛俊は怒り「盛俊は不肖なりとも平家の一門、源氏を頼ろうとは思わない」と範綱の首に刃を立てようとしたところ、範綱に「降伏した者の首を掻くのか」と言われて、押さえ込んでいた範綱を放してやる。二人があぜ道に腰を下ろしていると、人見の四郎という源氏方の武者が駆け寄って来て、それに気をとられた盛俊は範綱に不意に胸を突かれて深い田んぼの中に倒されてしまう。泥濘で身体の自由が利かない盛俊は、このような騙し討ちによって範綱に首を取られてしまった。

## 系譜
- 父：平盛国
- 母：不詳
- 妻：厳島内侍
- 生母不明
  - 男子：平盛綱
  - 次男：平盛嗣

## 画像集

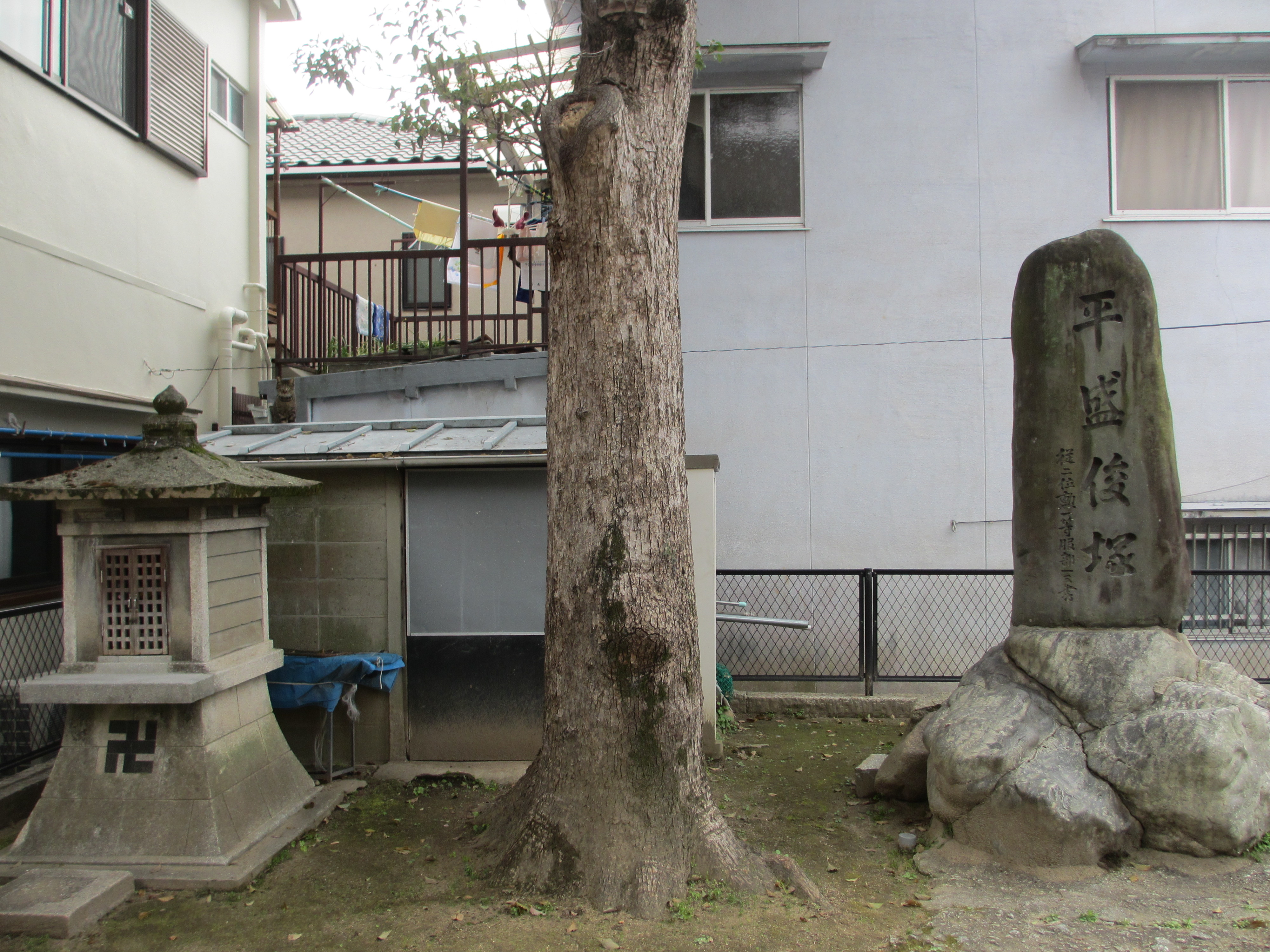
平盛俊塚（神戸市長田区名倉町2‐2明泉寺から苅藻川沿いに下る）
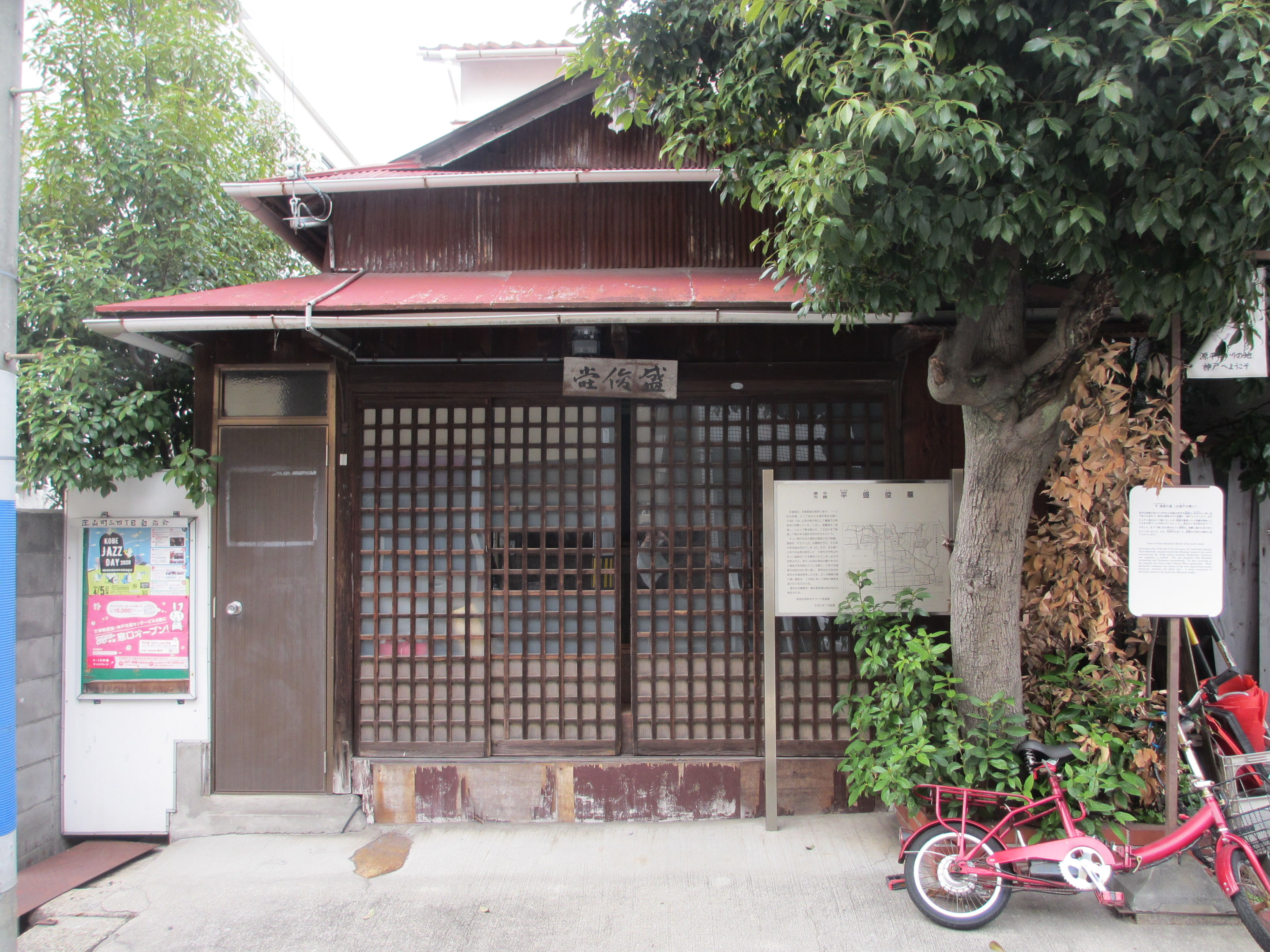
盛俊堂（神戸市須磨区前池町2-3-1最寄地下鉄板宿駅）
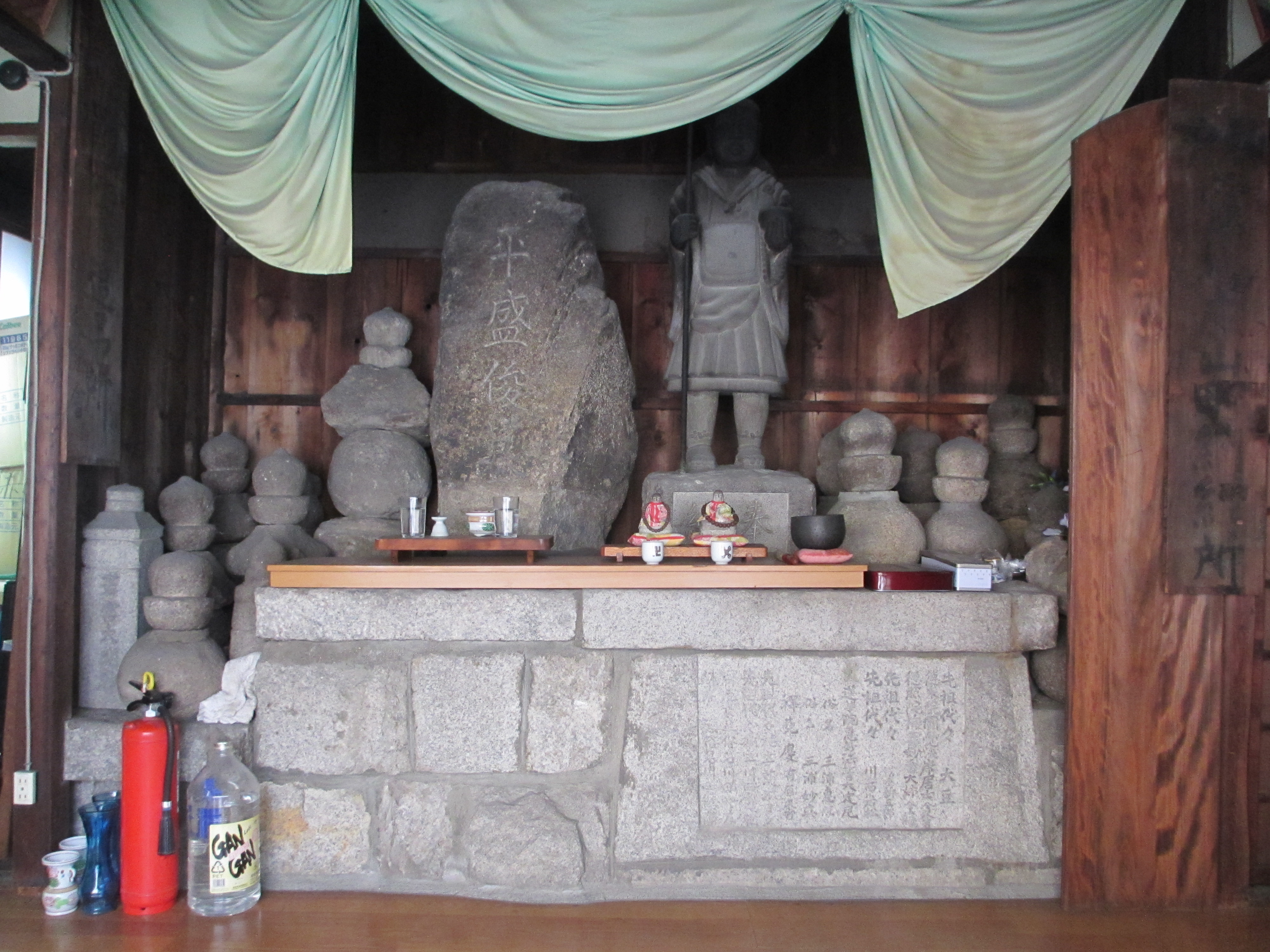
盛俊堂内部（隙間から撮影可能）